# Lincoln Center
Lincoln Center (Lincoln Center for the Performing Arts) er et amerikansk kulturcentrum på Manhattan i New York City, opført 1959–67. Det huser elleve kulturinstitutioner:
- Chamber Music Society of Lincoln Center
- Film Society of Lincoln Center
- Jazz at Lincoln Center
- Juilliard School
- Lincoln Center for the Performing Arts Inc.
- Lincoln Center Theater
- Metropolitan Opera
- New York City Ballet
- New York Philharmonic
- New York Public Library for the Performing Arts
- School of American Ballet

## Galleri
| - New York State Theater. Hjemsted for New York City Opera og New York City Ballet - Avery Fisher Hall. Hjemsted for New York Philharmonic |